# The General Died at Dawn
The General Died at Dawn is een Amerikaanse avonturenfilm uit 1936 onder regie van Lewis Milestone. De film werd destijds uitgebracht onder de titel Chinees goud.

## Verhaal
Generaal Yang houdt het noorden van China in zijn macht. De Amerikaanse huurling O'Hara strijdt er voor de belangen van de boeren. Hij ontvangt 2.000 dollar om wapens te kopen. Hij wordt verraden door Peter Perrie. De generaal heeft nu zijn zinnen gezet op de huurling. Bovendien wordt O'Hara verliefd op de dochter van Perrie.

## Rolverdeling
| Acteur            | Personage         |
| ----------------- | ----------------- |
| Gary Cooper       | O'Hara            |
| Madeleine Carroll | Judy Perrie       |
| Akim Tamiroff     | Generaal Yang     |
| Dudley Digges     | Mijnheer Wu       |
| Porter Hall       | Peter Perrie      |
| William Frawley   | Brighton          |
| J.M. Kerrigan     | Leach             |
| Philip Ahn        | Oxford            |
| Lee Tung Foo      | Mijnheer Chen     |
| Leonid Kinskey    | Stewart           |
| Val Duran         | Wong              |
| Willie Fung       | Barman            |
| Hans Fuerberg     | Militair adviseur |
| John O'Hara       | Journalist        |